# Eriosyce occulta
Eriosyce occulta ist eine Pflanzenart in der Gattung Eriosyce aus der Familie der Kakteengewächse (Cactaceae). Das Artepitheton occulta stammt aus dem Lateinischen, bedeutet ‚verborgen‘ und verweist auf das rätselhafte Erscheinungsbild der Art.

## Beschreibung
Eriosyce occulta wächst geophytisch mit halbkugelförmigen bis kugelförmigen, Trieben und erreicht Durchmesser von 3 bis 8 Zentimeter. Die Wurzel ist eine große, konische Pfahlwurzel. Es sind bis zu 14 Rippen vorhanden, die gekerbt und in rhomboidale Höcker untergliedert sind. Die darauf befindlichen Areolen sind eingesenkt. Die dunkelbraunen bis schwarzen, leicht gebogenen und an der Trieboberfläche etwas anliegenden Randdornen können auch fehlen. Der manchmal vorhandene, einzelne Mitteldorn ist 5 bis 10 Millimeter lang. Die vier bis sechs Randdornen sind 3 bis 11 Millimeter lang.
Die trichterförmigen, weißlichen Blüten besitzen einen hellrötlichen Mittelstreifen und erscheinen aus jungen Areolen. Sie sind 2,3 bis 4 Zentimeter lang und weisen einen ebensolchen Durchmesser auf. Ihr Perikarpell und die Blütenröhre sind mit weißer Wolle und verdrehten Borsten besetzt. Die verlängerten, roten Früchte sind fleischig und bis zu 1,5 Zentimeter lang. Sie öffnen sich mit einer basalen Pore.

## Verbreitung, Systematik und Gefährdung
Eriosyce occulta ist der chilenischen Region Antofagasta verbreitet.
Die Erstbeschreibung erfolgte 1994 durch Fred Kattermann.
In der Roten Liste gefährdeter Arten der IUCN wird die Art als „Endangered (EN)“, d. h. als stark gefährdet geführt.

## Nachweise